# كرم غصوني
كَرم غصوني قرية تابعة لناحية بيت ياشوط في منطقة جبلة جنوب محافظة اللاذقية. تقع القرية على الطريق بين سهل الغاب والساحل السوري. هناك طريقان يصلان القرية بما حولها، الأول وهو الأقدم عن طريق بيت ياشوط مروراً في الحصنان وهو طريق يعدُّ الأقرب إلى المراكز الإدارية، بينما يمر الثاني من جهة قرية حلة عارا.